# Promethei Rupes
La Promethei Rupes è una struttura geologica della superficie di Marte.